# Дюканж, Шарль
Шарль Дюка́нж (фр. Charles du Fresne, sieur du Cange; 18 декабря 1610 года, Амьен, Франция — 23 октября 1688 года, Париж, там же) — французский историк-медиевист и филолог-энциклопедист. Один из основоположников научной византинистики в Европе.

## Биографическая справка
Получив юридическое образование, служил казначеем муниципалитета в Амьене. Автор трудов по истории Византии и Франции, издатель исторических рукописных документов, словарей средневековой латинской и греческой лексики.
Из наследия Дюканжа особую ценность представляет его латинский словарь «Glossarium mediae et infimae latinitatis», охватывающий период развития языка примерно от 500 до 1500 годов. Словарь был издан в 3 томах в 1678 году, расширен бенедиктинцами в 1736 году (10 томов) и с тех пор неоднократно переиздавался (последнее издание под редакцией Л. Фавра вышло в 1887 году) с дополнениями и исправлениями, которые вносили на протяжении столетий филологи и историки (в том числе И. К. Аделунг). Несмотря на то, что в части фактологии этот словарь устарел, он до сих пор используется медиевистами и считается самым полным и авторитетным толковым словарём средневекового латинского языка. В т. 9 (последней редакции) содержится также ценный словарь старофранцузского языка. Десятый том содержит мощный справочный аппарат.

## Роспись латинского словаря по томам
1. A — B
2. C
3. D — F
4. G — K
5. L — N
6. O — Q
7. R — S
8. T — Z
9. Glossarium Gallicum
10. Indices

## Сочинения
- Glossarium ad scriptores mediae et infimae latinitatis. 3 vls. Paris, 1678; последняя редакция: Glossarium mediae et infimae latinitatis <…> Editio nova aucta pluribus verbis aliorum scriptorum a Leopold Favre. 10 vls. Niort, 1883—1887; многие репринты.
- Hystoria Byzantina. 3 vls. Paris, 1680.
- Histoire de S. Louys, roi de France. 3 vls. Paris, 1688.
- Glossarium ad scriptores mediae et infimae graecitatis. 2 vls. Lyon, 1688.